# Eliminatórias da Copa do Mundo FIFA de 1954
Um total de 45 times se inscreveram para a disputa das Eliminatórias da Copa do Mundo FIFA de 1954, em busca de 16 vagas na fase final.  Suíça, como país-sede, e  Uruguai, como defensores do título, se classificaram automaticamente, deixando 14 vagas.
A FIFA rejeitou as entradas de  Islândia,  Bolívia,  Costa Rica,  Cuba,  Vietnã do Sul e  Índia. Os 37 times restantes foram divididos em 13 grupos, baseados em considerações geográficas:
- Grupos 1 a 10 - Europa: 11 vagas, disputadas por 27 times (incluindo Egito e Israel).
- Grupo 11 - América do Sul: 1 vaga, disputada por 4 times.
- Grupo 12 - América do Norte, América Central e Caribe: 1 vaga, disputada por 3 times.
- Grupo 13 - Ásia: 1 vaga, disputada por 3 times.

Um total de 33 times jogaram pelo menos uma partida das Eliminatórias. Um total de 57 partidas foram disputadas com 208 gols marcados (uma média de 3,65 por jogo).
Abaixo estão as datas e resultados das eliminatórias.

## Grupos
Os 13 grupos tinham diferentes regras:
- Grupos 1, 2, 4, 8 e 10 tinham 3 times cada, que se enfrentariam em jogos de ida e volta. Os campeões se classificariam.
- Grupo 3 tinha 4 times que se enfrentariam em turno único. Campeão e vice se classificariam.
- Grupos 5, 6, 7 e 9 tinham 2 times cada, que se enfrentariam em jogos de ida e volta. Os campeões se classificariam.
- Grupo 11tinha 4 times que se enfrentariam em jogos de ida e volta. O campeão se classificaria.
- Grupo 12 tinha 3 times que se enfrentariam em dois turnos. O campeão se classificaria.
- Grupo 13 tinha 3 times. Depois que Formosa desistiu antes do início das partidas, os 2 times restantes se enfrentariam em dois turnos. O campeão se classificaria.

### Grupo 1
| 24 de junho 1953 | Noruega | 2–3 | Sarre | Oslo |
|                  |         |     |       |      |

| 19 de agosto 1953 | Noruega | 1–1 | Alemanha Ocidental | Oslo |
|                   |         |     |                    |      |

| 11 de outubro 1953 | Alemanha Ocidental | 3–0 | Sarre | Estugarda |
|                    |                    |     |       |           |

| 8 de novembro 1953 | Sarre | 0–0 | Noruega | Saarbrücken |
|                    |       |     |         |             |

| 22 de novembro 1953 | Alemanha Ocidental | 5–1 | Noruega | Hamburgo |
|                     |                    |     |         |          |

| 28 de março 1954 | Sarre | 1–3 | Alemanha Ocidental | Saarbrücken |
|                  |       |     |                    |             |

| Pos. | Time               | Pts | J | V | E | D | GP | GC |
| ---- | ------------------ | --- | - | - | - | - | -- | -- |
| 1    | Alemanha Ocidental | 7   | 4 | 3 | 1 | 0 | 12 | 3  |
| 2    | Sarre              | 3   | 4 | 1 | 1 | 2 | 4  | 8  |
| 3    | Noruega            | 2   | 4 | 0 | 2 | 2 | 4  | 9  |

- Classificada: Alemanha Ocidental

### Grupo 2
| 25 de maio 1953 | Finlândia | 2–4 | Bélgica | Helsinque |
|                 |           |     |         |           |

| 28 de maio 1953 | Suécia | 2–3 | Bélgica | Estocolmo |
|                 |        |     |         |           |

| 5 de agosto 1953 | Finlândia | 3–3 | Suécia | Helsinque |
|                  |           |     |        |           |

| 16 de agosto 1953 | Suécia | 4–0 | Finlândia | Estocolmo |
|                   |        |     |           |           |

| 23 de setembro 1953 | Bélgica | 2–2 | Finlândia | Bruxelas |
|                     |         |     |           |          |

| 8 de outubro 1953 | Bélgica | 2–0 | Suécia | Bruxelas |
|                   |         |     |        |          |

| Pos. | Time      | Pts | J | V | E | D | GP | GC |
| ---- | --------- | --- | - | - | - | - | -- | -- |
| 1    | Bélgica   | 7   | 4 | 3 | 1 | 0 | 11 | 6  |
| 2    | Suécia    | 3   | 4 | 1 | 1 | 2 | 9  | 8  |
| 3    | Finlândia | 2   | 4 | 0 | 2 | 2 | 7  | 13 |

- Classificada: Bélgica

### Grupo 3
As partidas desse grupo também valeram pelo British Home Championship de 1953-1954.
| 3 de outubro 1953 | Irlanda do Norte | 1–3 | Escócia | Belfast |
|                   |                  |     |         |         |

| 10 de outubro 1953 | País de Gales | 1–4 | Inglaterra | Cardiff |
|                    |               |     |            |         |

| 4 de novembro 1953 | Escócia | 3–3 | País de Gales | Glasgow |
|                    |         |     |               |         |

| 11 de novembro 1953 | Inglaterra | 3–1 | Irlanda do Norte | Liverpool |
|                     |            |     |                  |           |

| 31 de março 1954 | País de Gales | 1–2 | Irlanda do Norte | Wrexham |
|                  |               |     |                  |         |

| 3 de abril 1954 | Escócia | 2–4 | Inglaterra | Glasgow |
|                 |         |     |            |         |

| Pos. | Time             | Pts | J | V | E | D | GP | GC |
| ---- | ---------------- | --- | - | - | - | - | -- | -- |
| 1    | Inglaterra       | 6   | 3 | 3 | 0 | 0 | 11 | 4  |
| 2    | Escócia          | 3   | 3 | 1 | 1 | 1 | 8  | 8  |
| 3    | Irlanda do Norte | 2   | 3 | 1 | 0 | 2 | 4  | 7  |
| 4    | País de Gales    | 1   | 3 | 0 | 1 | 2 | 5  | 9  |

- Classificadas: Inglaterra e Escócia.

### Grupo 4
| 20 de setembro 1953 | Luxemburgo | 1–6 | França | Luxemburgo |
|                     |            |     |        |            |

| 4 de outubro 1953 | Irlanda | 3–5 | França | Dublin |
|                   |         |     |        |        |

| 28 de outubro 1953 | Irlanda | 4–0 | Luxemburgo | Dublin |
|                    |         |     |            |        |

| 25 de novembro 1953 | França | 1–0 | Irlanda | Paris |
|                     |        |     |         |       |

| 27 de dezembro 1953 | França | 8–0 | Luxemburgo | Paris |
|                     |        |     |            |       |

| 7 de março 1954 | Luxemburgo | 0–1 | Irlanda | Luxemburgo |
|                 |            |     |         |            |

| Pos. | Time       | Pts | J | V | E | D | GP | GC |
| ---- | ---------- | --- | - | - | - | - | -- | -- |
| 1    | França     | 8   | 4 | 4 | 0 | 0 | 20 | 4  |
| 2    | Irlanda    | 4   | 4 | 2 | 0 | 2 | 8  | 6  |
| 3    | Luxemburgo | 0   | 4 | 0 | 0 | 4 | 1  | 19 |

- Classificada: França

### Grupo 5
| 27 de setembro 1953 | Áustria | 9–1 | Portugal | Viena |
|                     |         |     |          |       |

| 29 de novembro 1953 | Portugal | 0–0 | Áustria | Lisboa |
|                     |          |     |         |        |

| Pos. | Time     | Pts | J | V | E | D | GP | GC |
| ---- | -------- | --- | - | - | - | - | -- | -- |
| 1    | Áustria  | 3   | 2 | 1 | 1 | 0 | 9  | 1  |
| 2    | Portugal | 1   | 2 | 0 | 1 | 1 | 1  | 9  |

- Classificada: Áustria

### Grupo 6
| 6 de janeiro 1954 | Espanha | 4–1 | Turquia | Madrid |
|                   |         |     |         |        |

| 14 de março 1954 | Turquia | 1–0 | Espanha | Istanbul |
|                  |         |     |         |          |

| Pos. | Time    | Pts | J | V | E | D | GP | GC |
| ---- | ------- | --- | - | - | - | - | -- | -- |
| 1=   | Espanha | 2   | 2 | 1 | 0 | 1 | 4  | 2  |
| 1=   | Turquia | 2   | 2 | 1 | 0 | 1 | 2  | 4  |

Espanha e Turquia empataram nos pontos e um jogo desempate foi jogado em campo neutro para definir quem ficaria com a vaga.
| 17 de março 1954 | Turquia | 2–2 | Espanha | Roma |
|                  |         |     |         |      |

Com este novo empate, a vaga foi decidida através de sorteio.
- Classificada: Turquia

### Grupo 7
A  Polónia desistiu, então a  Hungria classificou-se automaticamente.

### Grupo 8
| 14 de Junho 1953 | Tchecoslováquia | 2–0 | Romênia | Praga |
|                  |                 |     |         |       |

| 28 de Junho 1953 | Romênia | 3–1 | Bulgária | Bucareste |
|                  |         |     |          |           |

| 6 de setembro 1953 | Bulgária | 1–2 | Tchecoslováquia | Sofia |
|                    |          |     |                 |       |

| 11 de outubro 1953 | Bulgária | 1–2 | Romênia | Sofia |
|                    |          |     |         |       |

| 25 de outubro 1953 | Romênia | 0–1 | Tchecoslováquia | Bucareste |
|                    |         |     |                 |           |

| 8 de novembro 1953 | Tchecoslováquia | 0–0 | Bulgária | Praga |
|                    |                 |     |          |       |

| Pos. | Time            | Pts | J | V | E | D | GP | GC |
| ---- | --------------- | --- | - | - | - | - | -- | -- |
| 1    | Tchecoslováquia | 7   | 4 | 3 | 1 | 0 | 5  | 1  |
| 2    | Romênia         | 4   | 4 | 2 | 0 | 2 | 5  | 5  |
| 3    | Bulgária        | 1   | 4 | 0 | 1 | 3 | 3  | 7  |

- Classificada: Tchecoslováquia

### Grupo 9
| 13 de novembro 1953 | Egito | 1–2 | Itália | Cairo |
|                     |       |     |        |       |

| 24 de janeiro 1954 | Itália | 5–1 | Egito | Milão |
|                    |        |     |       |       |

| Pos. | Time   | Pts | J | V | E | D | GP | GC |
| ---- | ------ | --- | - | - | - | - | -- | -- |
| 1    | Itália | 4   | 2 | 2 | 0 | 0 | 7  | 2  |
| 2    | Egito  | 0   | 2 | 0 | 0 | 2 | 2  | 7  |

- Classificada: Itália

### Grupo 10
| 9 de maio 1953 | Iugoslávia | 1–0 | Grécia | Belgrado |
|                |            |     |        |          |

| 1 de novembro 1953 | Grécia | 1–0 | Israel | Atenas |
|                    |        |     |        |        |

| 8 de novembro 1953 | Iugoslávia | 1–0 | Israel | Skopje |
|                    |            |     |        |        |

| 7 de março 1954 | Israel | 0–2 | Grécia | Ramat Gan |
|                 |        |     |        |           |

| 21 de março 1954 | Israel | 0–1 | Iugoslávia | Ramat Gan |
|                  |        |     |            |           |

| 28 de março 1954 | Grécia | 0–1 | Iugoslávia | Atenas |
|                  |        |     |            |        |

| Pos. | Time       | Pts | J | V | E | D | GP | GC |
| ---- | ---------- | --- | - | - | - | - | -- | -- |
| 1    | Iugoslávia | 8   | 4 | 4 | 0 | 0 | 4  | 0  |
| 2    | Grécia     | 4   | 4 | 2 | 0 | 2 | 3  | 2  |
| 3    | Israel     | 0   | 4 | 0 | 0 | 4 | 0  | 5  |

- Classificada: Iugoslávia

### Grupo 11
Peru desistiu
| 14 de fevereiro 1954 | Paraguai | 4–0 | Chile | Assunção |
|                      |          |     |       |          |

| 21 de fevereiro 1954 | Chile | 1–3 | Paraguai | Santiago |
|                      |       |     |          |          |

| 28 de fevereiro 1954 | Chile | 1–2                                                                             | Brasil | Santiago |
|                      |       | Revista Placar - Documento Inédito - 72 anos de História da Seleção Brasileira. |        |          |

| 7 de março 1954 | Paraguai | 0–1 | Brasil | Assunção |
|                 |          |     |        |          |

| 21 de março 1954 | Brasil | 4–1 | Paraguai | Maracanã, Rio de Janeiro |
|                  |        |     |          |                          |

| 14 de março 1954 | Brasil | 1–0 | Chile | Maracanã, Rio de Janeiro |
|                  |        |     |       |                          |

| Pos. | Time     | Pts | J | V | E | D | GP | GC |
| ---- | -------- | --- | - | - | - | - | -- | -- |
| 1    | Brasil   | 8   | 4 | 4 | 0 | 0 | 8  | 1  |
| 2    | Paraguai | 4   | 4 | 2 | 0 | 2 | 8  | 6  |
| 3    | Chile    | 0   | 4 | 0 | 0 | 4 | 1  | 10 |

- Classificado: Brasil

### Grupo 12
Os Estados Unidos jogaram todas as suas partidas como visitante.
| 19 de julho 1953 | México | 8–0 | Haiti | Cidade do México |
|                  |        |     |       |                  |

| 27 de dezembro 1953 | Haiti | 0–4 | México | Porto Príncipe |
|                     |       |     |        |                |

| 10 de janeiro 1954 | México | 4–0 | Estados Unidos | Cidade do México |
|                    |        |     |                |                  |

| 14 de janeiro 1954 | México | 3–1 | Estados Unidos | Cidade do México |
|                    |        |     |                |                  |

| 3 de abril 1954 | Haiti | 2–3 | Estados Unidos | Porto Príncipe |
|                 |       |     |                |                |

| 4 de abril 1954 | Haiti | 0–3 | Estados Unidos | Porto Príncipe |
|                 |       |     |                |                |

| Pos. | Time           | Pts | J | V | E | D | GP | GC |
| ---- | -------------- | --- | - | - | - | - | -- | -- |
| 1    | México         | 8   | 4 | 4 | 0 | 0 | 19 | 1  |
| 2    | Estados Unidos | 4   | 4 | 2 | 0 | 2 | 7  | 9  |
| 3    | Haiti          | 0   | 4 | 0 | 0 | 4 | 2  | 18 |

- Classificado: México

### Grupo 13
Taiwan desistiu.
| 7 de março 1954 | Japão | 1–5 | Coreia do Sul | Tóquio |
|                 |       |     |               |        |

| 14 de março 1954 | Japão | 2–2 | Coreia do Sul | Tóquio |
|                  |       |     |               |        |

- Classificada: Coreia do Sul

| Pos. | Time          | Pts | J | V | E | D | GP | GC |
| ---- | ------------- | --- | - | - | - | - | -- | -- |
| 1    | Coreia do Sul | 3   | 2 | 1 | 1 | 0 | 7  | 3  |
| 2    | Japão         | 1   | 2 | 0 | 1 | 1 | 3  | 7  |

Classificada: Coreia do Sul

## Times classificados
| Time               | Participação | Part. Consecutiva | Última Aparição |
| ------------------ | ------------ | ----------------- | --------------- |
| Alemanha Ocidental | 3ª           | 1                 | 1938            |
| Áustria            | 2ª           | 1                 | 1934            |
| Bélgica            | 4ª           | 1                 | 1938            |
| Brasil             | 5ª           | 5                 | 1950            |
| Coreia do Sul      | 1ª           | 1                 | -               |
| Escócia            | 1ª           | 1                 | -               |
| França             | 4ª           | 1                 | 1938            |
| Hungria            | 3ª           | 1                 | 1938            |
| Inglaterra         | 2ª           | 2                 | 1950            |
| Itália             | 4ª           | 4                 | 1950            |
| Iugoslávia         | 3ª           | 2                 | 1950            |
| México             | 3ª           | 2                 | 1950            |
| Suíça (s)          | 4ª           | 4                 | 1950            |
| Tchecoslováquia    | 3ª           | 1                 | 1938            |
| Turquia            | 1ª           | 1                 | -               |
| Uruguai (c)        | 3ª           | 2                 | 1950            |

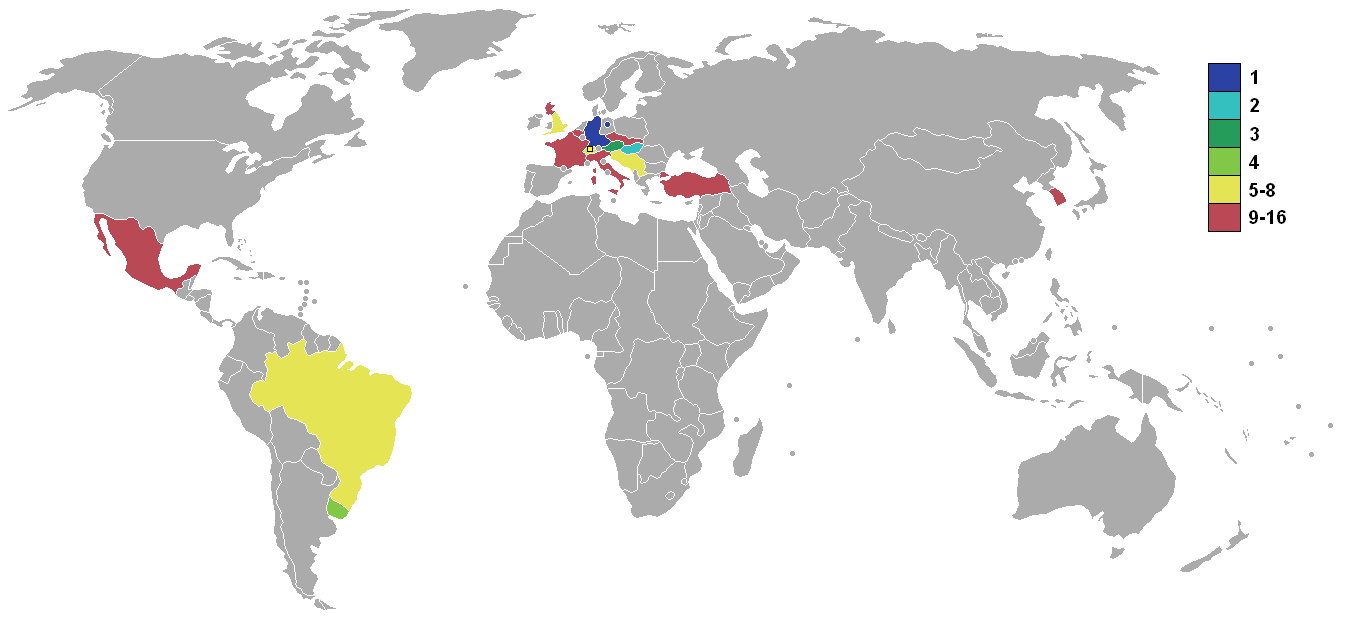
Países classificados

(s) - classificado automaticamente como país-sede

(c) - classificado automaticamente como defensor do título